# Wereldkampioenschap voetbal vrouwen onder 20 - 2016
Het Wereldkampioenschap voetbal vrouwen onder 20 - 2016  is de achtste editie van het Wereldkampioenschap voetbal vrouwen onder 20. Het toernooi wordt gehouden van 13 november tot en met 3 december 2016 in Papoea-Nieuw-Guinea.

## Gastland
Aanvankelijk werd Zuid-Afrika verkozen tot gastland. Zuid-Afrika trok zich nadien terug, waarna Zweden en Papoea-Nieuw-Guinea zich kandidaat stelden. In maart 2015 werd Papoea-Nieuw-Guinea verkozen tot gastland. Er wordt gespeeld in de hoofdstad Port Moresby. Voor het toernooi worden 4 stadions uitgekozen. 

### Kandidaat-gastlanden
- Noorwegen
- Ierland
- Zuid-Afrika[1]
- Zweden
- Papoea-Nieuw-Guinea

### Stadions
| Port Moresby                                 | · Port Moresby Papoea-Nieuw-Guinea |
| National Football Stadium Capaciteit: 15.000 | · Port Moresby Papoea-Nieuw-Guinea |
| Sir John Guise Stadium Capaciteit: 15.000    | · Port Moresby Papoea-Nieuw-Guinea |
| PNG Voetbalstadion Capaciteit: 5.000         | · Port Moresby Papoea-Nieuw-Guinea |
| Bava Park Capaciteit:5.000                   | · Port Moresby Papoea-Nieuw-Guinea |

## Kwalificaties
16 landen kwalificeerden zich voor het eindtoernooi. Papoea-Nieuw-Guinea is automatisch gekwalificeerd als gastland. De andere 15 landen kwalificeerden zich via 6 continentale competities van de verschillende confederaties.
| Confederatie                          | Land                | Vorige editie (2014) |
| ------------------------------------- | ------------------- | -------------------- |
| AFC (Azië)                            | Japan               | Niet deelgenomen     |
| AFC (Azië)                            | Noord-Korea         | Vierde plaats        |
| AFC (Azië)                            | Zuid-Korea          | Kwartfinale          |
| CAF (Afrika)                          | Ghana               | Groepsfase           |
| CAF (Afrika)                          | Nigeria             | Verliezend finalist  |
| CONCACAF (Noord- en Centraal-Amerika) | Canada              | Kwartfinale          |
| CONCACAF (Noord- en Centraal-Amerika) | Mexico              | Groepsfase           |
| CONCACAF (Noord- en Centraal-Amerika) | Verenigde Staten    | Kwartfinale          |
| CONMEBOL (Zuid-Amerika)               | Brazilië            | Groepsfase           |
| CONMEBOL (Zuid-Amerika)               | Venezuela           | Niet deelgenomen     |
| OFC (Oceanië)                         | Papoea-Nieuw-Guinea | Niet deelgenomen     |
| OFC (Oceanië)                         | Nieuw-Zeeland       | Kwartfinale          |
| UEFA (Europa)                         | Frankrijk           | Derde plaats         |
| UEFA (Europa)                         | Spanje              | Niet deelgenomen     |
| UEFA (Europa)                         | Duitsland           | Wereldkampioen       |
| UEFA (Europa)                         | Zweden              | Niet deelgenomen     |

## Scheidsrechters
Er werden door de FIFA in totaal 16 scheidsrechters en 27 assistent scheidsrechters aangesteld voor dit toernooi.
| Confederatie | Scheidsrechters | Assistent Scheidsrechters |
| ------------ | --- | --- |
| AFC          | Aye Thein (Myanmar) Qin Liang (China) Casey Reibelt (Australië)                                                              | Bao Mengxiao (China) Fang Yan (China) Sarah Ho (Australië) Kim Kyoung-min (Zuid-Korea) |
| CAF          | Thérèse Neguel (Kameroen) Fatou Thioune (Senegal)                                                                            | Mona Mahmoud (Egypte) Tempa Ndah (Benin) |
| CONCACAF     | Quetzalli Alvarado (Mexico) Marianela Araya Cruz (Costa Rica) Melissa Borjas (Honduras) Michelle Pye (Canada)                | Elizabeth Aguilar (El Salvador) Emperatriz Ayala (El Salvador) Chantal Boudreau (Canada) Lixy Enriquez (Mexico) Kimberly Moreira (Costa Rica) Shirley Perello (Honduras)                                                                                                   |
| CONMEBOL     | Yercinia Correa (Venezuela) Silvia Reyes (Peru)                                                                              | Mónica Amboya (Ecuador) Mariana Corbo (Uruguay) Yoly García (Venezuela) Viviana Segura (Ecuador) |
| OFC          | Finau Vulivuli (Fiji) | Maria Tamalelagi (Samoa) |
| UEFA         | Jana Adámková (Tsjechië) Riem Hussein (Duitsland) Katalin Kulcsár (Hongarije) Monika Mularczyk (Polen) Sara Persson (Zweden) | Biljana Atanasovski (Macedonië) Solenne Bartnik (Frankrijk) Svetlana Bilić (Servië) Belinda Brem (Zwitserland) Angela Kyriakou (Cyprus) Julia Magnusson (Zweden) Michelle O'Neill (Ierland) Maryna Striletska (Oekraïne) Elena Ţepuşă (Roemenië) Katalin Török (Hongarije) |

## Groepsfase
Alle tijden van de wedstrijden staan in Belgische/Nederlandse tijd.

### Groep A
| POS | Land                | M | W | G | V | DV | DT | DS  | PT | Kwalificatie |
| --- | ------------------- | - | - | - | - | -- | -- | --- | -- | ------------ |
| 1   | Noord-Korea         | 3 | 3 | 0 | 0 | 13 | 3  | +10 | 9  | Kwartfinale  |
| 2   | Brazilië            | 3 | 1 | 1 | 1 | 12 | 5  | +7  | 4  | Kwartfinale  |
| 3   | Zweden              | 3 | 1 | 1 | 1 | 7  | 3  | +4  | 4  |              |
| 4   | Papoea-Nieuw-Guinea | 3 | 0 | 0 | 3 | 1  | 22 | –21 | 0  |              |

Speeldag 1
|                       |        |                                  |             |                                                                                         |
| 13 november 2016 7:00 | Zweden | 0 – 2                            | Noord-Korea | Sir John Guise Stadium, Port Moresby Toeschouwers: 4.944 Scheidsrechter: Melissa Borjas |
| 13 november 2016 7:00 |        | R. Hyang Sim 25' K. So Hyang 48' |             | Sir John Guise Stadium, Port Moresby Toeschouwers: 4.944 Scheidsrechter: Melissa Borjas |

|                        |                     |                                                                                             |          |                                                                                           |
| 13 november 2016 10:00 | Papoea-Nieuw-Guinea | 0 – 9                                                                                       | Brazilië | Sir John Guise Stadium, Port Moresby Toeschouwers: 12.547 Scheidsrechter: Katalin Kulcsár |
| 13 november 2016 10:00 |                     | Duda 6' Gabi Nunes 11', 70' Brena 17', 24' (pen.) Yasmim 45+1', 66' Katrine 45+3' Geyse 49' |          | Sir John Guise Stadium, Port Moresby Toeschouwers: 12.547 Scheidsrechter: Katalin Kulcsár |

Speeldag 2
|                       |                                                               |       |                                 |                                                                                       |
| 16 november 2016 7:00 | Noord-Korea                                                   | 4 – 2 | Brazilië                        | Sir John Guise Stadium, Port Moresby Toeschouwers: 3.906 Scheidsrechter: Riem Hussein |
| 16 november 2016 7:00 | U. Sol-gyong 20' R. Hyang-sim 35' J. So-yon 40', 45+6' (pen.) |       | Gabi Nunes 29' Brena 51' (pen.) | Sir John Guise Stadium, Port Moresby Toeschouwers: 3.906 Scheidsrechter: Riem Hussein |

|                        |                     |                                                         |        |                                                                                    |
| 16 november 2016 10:00 | Papoea-Nieuw-Guinea | 0 – 6                                                   | Zweden | Sir John Guise Stadium, Port Moresby Toeschouwers: 9.123 Scheidsrechter: Aye Thein |
| 16 november 2016 10:00 |                     | Blackstenius 8', 43', 58', 72' Kaneryd 75' Anvegård 82' |        | Sir John Guise Stadium, Port Moresby Toeschouwers: 9.123 Scheidsrechter: Aye Thein |

Speeldag 3
|                        |                                                                                              |       |                     |                                                                                             |
| 20 november 2016 10:00 | Noord-Korea                                                                                  | 7 – 1 | Papoea-Nieuw-Guinea | National Football Stadium, Port Moresby Toeschouwers: 9.231 Scheidsrechter: Yercinia Correa |
| 20 november 2016 10:00 | R. Un-sim 7' K. So-hyang 37', 45+4', 53' J. Hyo-sim 45+3' W. Jong-sim 65' S. Hyang-sim 90+1' |       | Ageva 16'           | National Football Stadium, Port Moresby Toeschouwers: 9.231 Scheidsrechter: Yercinia Correa |

|                        |                |       |                        |                                                                                |
| 20 november 2016 10:00 | Brazilië       | 1 – 1 | Zweden                 | PNG Voetbalstadion, Port Moresby Toeschouwers: 3.553 Scheidsrechter: Qin Liang |
| 20 november 2016 10:00 | Gabi Nunes 31' |       | Stina Blackstenius 14' | PNG Voetbalstadion, Port Moresby Toeschouwers: 3.553 Scheidsrechter: Qin Liang |

### Groep B
| POS | Land    | M | W | G | V | DV | DT | DS  | PT | Kwalificatie |
| --- | ------- | - | - | - | - | -- | -- | --- | -- | ------------ |
| 1   | Japan   | 3 | 2 | 0 | 1 | 11 | 1  | +10 | 6  | Kwartfinale  |
| 2   | Spanje  | 3 | 2 | 0 | 1 | 7  | 2  | +5  | 6  | Kwartfinale  |
| 3   | Nigeria | 3 | 2 | 0 | 1 | 5  | 8  | –3  | 6  |              |
| 4   | Canada  | 3 | 0 | 0 | 3 | 1  | 13 | –12 | 0  |              |

Speeldag 1
|                       |                                                      |       |        |                                                                       |
| 13 november 2016 7:00 | Spanje                                               | 5 – 0 | Canada | Bava Park, Port Moresby Toeschouwers: 1.187 Scheidsrechter: Qin Liang |
| 13 november 2016 7:00 | Mariona 2' L. García 30', 90+5' Aitana 58' Patri 87' |       |        | Bava Park, Port Moresby Toeschouwers: 1.187 Scheidsrechter: Qin Liang |

|                        |                                         |       |         |                                                                                |
| 13 november 2016 10:00 | Japan                                   | 6 – 0 | Nigeria | Bava Park, Port Moresby Toeschouwers: 1.651 Scheidsrechter: Quetzalli Alvarado |
| 13 november 2016 10:00 | Momiki 30', 51', 56' Ueno 37', 62', 82' |       |         | Bava Park, Port Moresby Toeschouwers: 1.651 Scheidsrechter: Quetzalli Alvarado |

Speeldag 2
|                       |                    |       |       |                                                                                |
| 16 november 2016 7:00 | Spanje             | 1 – 0 | Japan | Bava Park, Port Moresby Toeschouwers: 858 Scheidsrechter: Marianela Araya Cruz |
| 16 november 2016 7:00 | Mariona 81' (pen.) |       |       | Bava Park, Port Moresby Toeschouwers: 858 Scheidsrechter: Marianela Araya Cruz |

|                        |                                            |       |           |                                                                          |
| 16 november 2016 10:00 | Nigeria                                    | 3 – 1 | Canada    | Bava Park, Port Moresby Toeschouwers: 1.748 Scheidsrechter: Sara Persson |
| 16 november 2016 10:00 | Uchendu 45+1' (pen.) Bokiri 46' Ihezuo 73' |       | Carle 15' | Bava Park, Port Moresby Toeschouwers: 1.748 Scheidsrechter: Sara Persson |

Speeldag 3
|                       |                          |       |            |                                                                                     |
| 20 november 2016 7:00 | Nigeria                  | 2 – 1 | Spanje     | PNG Voetbalstadion, Port Moresby Toeschouwers: 2.032 Scheidsrechter: Melissa Borjas |
| 20 november 2016 7:00 | Onyebuchi 12' Ihezuo 72' |       | Redondo 7' | PNG Voetbalstadion, Port Moresby Toeschouwers: 2.032 Scheidsrechter: Melissa Borjas |

|                       |        |                                                   |       |                                                                                           |
| 20 november 2016 7:00 | Canada | 0 – 5                                             | Japan | National Football Stadium, Port Moresby Toeschouwers: 5.449 Scheidsrechter: Fatou Thioune |
| 20 november 2016 7:00 |        | Hasegawa 26', 51' Ueno 42' Hayashi 47' Sugita 73' |       | National Football Stadium, Port Moresby Toeschouwers: 5.449 Scheidsrechter: Fatou Thioune |

### Groep C
| POS | Land             | M | W | G | V | DV | DT | DS | PT | Kwalificatie |
| --- | ---------------- | - | - | - | - | -- | -- | -- | -- | ------------ |
| 1   | Verenigde Staten | 3 | 1 | 2 | 0 | 4  | 2  | +2 | 5  | Kwartfinale  |
| 2   | Frankrijk        | 3 | 1 | 2 | 0 | 4  | 2  | +2 | 5  | Kwartfinale  |
| 3   | Nieuw-Zeeland    | 3 | 1 | 0 | 2 | 1  | 6  | –5 | 3  |              |
| 4   | Ghana            | 3 | 0 | 2 | 1 | 3  | 4  | –1 | 2  |              |

1. ↑  De Verenigde Staten eindigde boven Frankrijk vanwege het fair playklassement.

Speeldag 1
|                       |           |       |                  |                                                                                    |
| 14 november 2016 7:00 | Frankrijk | 0 – 0 | Verenigde Staten | PNG Voetbalstadion, Port Moresby Toeschouwers: 2.033 Scheidsrechter: Casey Reibelt |
| 14 november 2016 7:00 |           |       |                  | PNG Voetbalstadion, Port Moresby Toeschouwers: 2.033 Scheidsrechter: Casey Reibelt |

|                        |       |                 |               |                                                                                       |
| 14 november 2016 10:00 | Ghana | 0 – 1           | Nieuw-Zeeland | PNG Voetbalstadion, Port Moresby Toeschouwers: 2.877 Scheidsrechter: Monika Mularczyk |
| 14 november 2016 10:00 |       | Christensen 89' |               | PNG Voetbalstadion, Port Moresby Toeschouwers: 2.877 Scheidsrechter: Monika Mularczyk |

Speeldag 2
|                       |                                    |       |                             |                                                                                       |
| 17 november 2016 7:00 | Frankrijk                          | 2 – 2 | Ghana                       | PNG Voetbalstadion, Port Moresby Toeschouwers: 808 Scheidsrechter: Quetzalli Alvarado |
| 17 november 2016 7:00 | Delphine Cascarino 30' Matéo 90+5' |       | Owusu-Ansah 44' Ayieyam 65' | PNG Voetbalstadion, Port Moresby Toeschouwers: 808 Scheidsrechter: Quetzalli Alvarado |

|                        |               |       |                                     |                                                                                     |
| 17 november 2016 10:00 | Nieuw-Zeeland | 1 – 3 | Verenigde Staten                    | PNG Voetbalstadion, Port Moresby Toeschouwers: 2.399 Scheidsrechter: Thérèse Neguel |
| 17 november 2016 10:00 | Coombes 76'   |       | Sanchez 3' Mallory Pugh 8' Watt 82' | PNG Voetbalstadion, Port Moresby Toeschouwers: 2.399 Scheidsrechter: Thérèse Neguel |

Speeldag 3
|                       |               |                     |           |                                                                        |
| 20 november 2016 7:00 | Nieuw-Zeeland | 0 – 2               | Frankrijk | Bava Park, Port Moresby Toeschouwers: 995 Scheidsrechter: Silvia Reyes |
| 20 november 2016 7:00 |               | Léger 17' Matéo 47' |           | Bava Park, Port Moresby Toeschouwers: 995 Scheidsrechter: Silvia Reyes |

|                       |                  |       |                   |                                                                                       |
| 20 november 2016 7:00 | Verenigde Staten | 1 – 1 | Ghana             | Sir John Guise Stadium, Port Moresby Toeschouwers: 3.076 Scheidsrechter: Sara Persson |
| 20 november 2016 7:00 | Mallory Pugh 22' |       | Murphy 20' (e.d.) | Sir John Guise Stadium, Port Moresby Toeschouwers: 3.076 Scheidsrechter: Sara Persson |

### Groep D
| POS | Land       | M | W | G | V | DV | DT | DS | PT | Kwalificatie |
| --- | ---------- | - | - | - | - | -- | -- | -- | -- | ------------ |
| 1   | Duitsland  | 3 | 3 | 0 | 0 | 8  | 1  | +7 | 9  | Kwartfinale  |
| 2   | Mexico     | 3 | 2 | 0 | 1 | 5  | 5  | 0  | 6  | Kwartfinale  |
| 3   | Zuid-Korea | 3 | 1 | 0 | 2 | 3  | 4  | –1 | 3  |              |
| 4   | Venezuela  | 3 | 0 | 0 | 3 | 3  | 9  | –6 | 0  |              |

Speeldag 1
|                       |                           |       |                |                                                                                            |
| 14 november 2016 7:00 | Duitsland                 | 3 – 1 | Venezuela      | National Football Stadium, Port Moresby Toeschouwers: 1.858 Scheidsrechter: Finau Vulivuli |
| 14 november 2016 7:00 | Gier 2', 45' Schüller 51' |       | Speckmaier 26' | National Football Stadium, Port Moresby Toeschouwers: 1.858 Scheidsrechter: Finau Vulivuli |

|                        |                           |       |            |                                                                                           |
| 14 november 2016 10:00 | Mexico                    | 2 – 0 | Zuid-Korea | National Football Stadium, Port Moresby Toeschouwers: 4.511 Scheidsrechter: Jana Adámková |
| 14 november 2016 10:00 | Crowther 56' Palacios 89' |       |            | National Football Stadium, Port Moresby Toeschouwers: 4.511 Scheidsrechter: Jana Adámková |

Speeldag 2
|                       |                              |       |        |                                                                                          |
| 17 november 2016 7:00 | Duitsland                    | 3 – 0 | Mexico | National Football Stadium, Port Moresby Toeschouwers: 2.685 Scheidsrechter: Silvia Reyes |
| 17 november 2016 7:00 | Sanders 48', 85' Matheis 67' |       |        | National Football Stadium, Port Moresby Toeschouwers: 2.685 Scheidsrechter: Silvia Reyes |

|                        |                                                     |       |           |                                                                                             |
| 17 november 2016 10:00 | Zuid-Korea                                          | 3 – 0 | Venezuela | National Football Stadium, Port Moresby Toeschouwers: 6.108 Scheidsrechter: Katalin Kulcsár |
| 17 november 2016 10:00 | N. Ye-ji 77' (pen.) H. Chae-rin 80' K. Seong-mi 90' |       |           | National Football Stadium, Port Moresby Toeschouwers: 6.108 Scheidsrechter: Katalin Kulcsár |

Speeldag 3
|                        |            |                           |           |                                                                                               |
| 20 november 2016 10:00 | Zuid-Korea | 0 – 2                     | Duitsland | Sir John Guise Stadium, Port Moresby Toeschouwers: 7.218 Scheidsrechter: Marianela Araya Cruz |
| 20 november 2016 10:00 |            | Orschmann 13' Sanders 25' |           | Sir John Guise Stadium, Port Moresby Toeschouwers: 7.218 Scheidsrechter: Marianela Araya Cruz |

|                        |                                |       |                                  |                                                                              |
| 20 november 2016 10:00 | Venezuela                      | 2 – 3 | Mexico                           | Bava Park, Port Moresby Toeschouwers: 2.076 Scheidsrechter: Monika Mularczyk |
| 20 november 2016 10:00 | Gabriela García 55' Moreno 83' |       | Palacios 4', 10' T. González 53' | Bava Park, Port Moresby Toeschouwers: 2.076 Scheidsrechter: Monika Mularczyk |

## Eindfase
|  | kwartfinale                | kwartfinale                |                            |   | halve finale              | halve finale              |   |  | finale | finale |
|  |                            |                            |                            |   |                           |                           |   |  |        |        |
|  | 24 november – Port Moresby |                            |                            |   |                           |                           |   |  |        |        |
|  |                            |                            |                            |   |                           |                           |   |  |        |        |
|  | Noord-Korea                | 3                          |                            |   |                           |                           |   |  |        |        |
|  | Noord-Korea                | 3                          | 29 november – Port Moresby |   |                           |                           |   |  |        |        |
|  | Spanje                     | 2                          |                            |   |                           |                           |   |  |        |        |
|  | Spanje                     | 2                          | Noord-Korea                | 2 |                           |                           |   |  |        |        |
|  | 25 november – Port Moresby |                            | Noord-Korea                | 2 |                           |                           |   |  |        |        |
|  |                            | Verenigde Staten           | 1                          |   |                           |                           |   |  |        |        |
|  | Verenigde Staten           | Verenigde Staten           | 1                          | 2 |                           |                           |   |  |        |        |
|  | Verenigde Staten           |                            | 3 december – Port Moresby  | 2 |                           |                           |   |  |        |        |
|  | Mexico                     | 1                          |                            |   |                           |                           |   |  |        |        |
|  | Mexico                     | 1                          | Noord-Korea                | 3 |                           |                           |   |  |        |        |
|  | 24 november – Port Moresby |                            | Noord-Korea                | 3 |                           |                           |   |  |        |        |
|  |                            | Frankrijk                  | 1                          |   |                           |                           |   |  |        |        |
|  | Japan                      | Frankrijk                  | 1                          | 3 |                           |                           |   |  |        |        |
|  | Japan                      | 29 november – Port Moresby |                            | 3 |                           |                           |   |  |        |        |
|  | Brazilië                   | 1                          |                            |   |                           |                           |   |  |        |        |
|  | Brazilië                   | 1                          | Japan                      | 1 | derde plaats              | derde plaats              |   |  |        |        |
|  | 25 november – Port Moresby |                            | Japan                      | 1 | derde plaats              | derde plaats              |   |  |        |        |
|  |                            | Frankrijk                  | 2                          |   | 3 december – Port Moresby | 3 december – Port Moresby |   |  |        |        |
|  | Duitsland                  | Frankrijk                  | 2                          | 0 | 3 december – Port Moresby | 3 december – Port Moresby |   |  |        |        |
|  | Duitsland                  |                            |                            |   |                           | Verenigde Staten          | 0 |  |        |        |
|  | Frankrijk                  | 1                          |                            |   |                           | Verenigde Staten          | 0 |  |        |        |
|  | Frankrijk                  | 1                          | Japan                      | 1 |                           |                           |   |  |        |        |
|  |                            |                            | Japan                      | 1 |                           |                           |   |  |        |        |

### Kwartfinale
|                       |                                                    |       |                                   |                                                                                           |
| 24 november 2016 7:00 | Noord-Korea                                        | 3 – 2 | Spanje                            | National Football Stadium, Port Moresby Toeschouwers: 3.740 Scheidsrechter: Casey Reibelt |
| 24 november 2016 7:00 | Ju Hyo-sim 18' R. Hyang-sim 30' K. Phyong-hwa 106' |       | Nahikari García 38' L. García 63' | National Football Stadium, Port Moresby Toeschouwers: 3.740 Scheidsrechter: Casey Reibelt |

|                        |                                 |       |                         |                                                                                           |
| 24 november 2016 10:30 | Japan                           | 3 – 1 | Brazilië                | National Football Stadium, Port Moresby Toeschouwers: 9.732 Scheidsrechter: Jana Adámková |
| 24 november 2016 10:30 | Moriya 45+2' Matsubara 50', 68' |       | Gabi Nunes 90+1' (pen.) | National Football Stadium, Port Moresby Toeschouwers: 9.732 Scheidsrechter: Jana Adámková |

|                       |                      |       |                   |                                                                                       |
| 25 november 2016 7:00 | Verenigde Staten     | 2 – 1 | Mexico            | Sir John Guise Stadium, Port Moresby Toeschouwers: 4.245 Scheidsrechter: Riem Hussein |
| 25 november 2016 7:00 | Watt 81' Hedge 90+3' |       | Maria Sánchez 66' | Sir John Guise Stadium, Port Moresby Toeschouwers: 4.245 Scheidsrechter: Riem Hussein |

|                        |           |                        |           |                                                                                             |
| 25 november 2016 10:30 | Duitsland | 0 – 1                  | Frankrijk | Sir John Guise Stadium, Port Moresby Toeschouwers: 9.314 Scheidsrechter: Quetzalli Alvarado |
| 25 november 2016 10:30 |           | Delphine Cascarino 16' |           | Sir John Guise Stadium, Port Moresby Toeschouwers: 9.314 Scheidsrechter: Quetzalli Alvarado |

### Halve Finale
|                       |                                       |       |                  |                                                                                          |
| 29 november 2016 7:00 | Noord-Korea                           | 2 – 1 | Verenigde Staten | Sir John Guise Stadium, Port Moresby Toeschouwers: 5.037 Scheidsrechter: Katalin Kulcsár |
| 29 november 2016 7:00 | J. So-yon 50' (pen.) R. Hyang-sim 91' |       | Jacobs 89'       | Sir John Guise Stadium, Port Moresby Toeschouwers: 5.037 Scheidsrechter: Katalin Kulcsár |

|                        |                    |       |                                |                                                                                          |
| 29 november 2016 10:30 | Japan              | 1 – 2 | Frankrijk                      | Sir John Guise Stadium, Port Moresby Toeschouwers: 11.313 Scheidsrechter: Melissa Borjas |
| 29 november 2016 10:30 | Momiki 109' (pen.) |       | Matéo 99' Juliane Gathrat 101' | Sir John Guise Stadium, Port Moresby Toeschouwers: 11.313 Scheidsrechter: Melissa Borjas |

### Kleine Finale
|                      |                  |          |       |                                                                                       |
| 3 december 2016 7:00 | Verenigde Staten | 0 – 1    | Japan | National Football Stadium, Port Moresby Toeschouwers: 8.093 Scheidsrechter: Qin Liang |
| 3 december 2016 7:00 |                  | Ueno 87' |       | National Football Stadium, Port Moresby Toeschouwers: 8.093 Scheidsrechter: Qin Liang |

### Finale
|                       |                                                        |       |            |                                                                       |
| 3 december 2016 10:30 | Noord-Korea                                            | 3 – 1 | Frankrijk  | National Football Stadium, Port Moresby Scheidsrechter: Jana Adámková |
| 3 december 2016 10:30 | W. Jong-sim 30' K. Phyong-hwa 55' J. So-yon 87' (pen.) |       | Geyoro 17' | National Football Stadium, Port Moresby Scheidsrechter: Jana Adámková |

| Winnaar Wereldkampioenschap voetbal vrouwen onder 20 – 2016 |
| ----------------------------------------------------------- |
|                                                             |
| NOORD-KOREA 2e titel                                        |